# Sant’Andrea (Mantua)

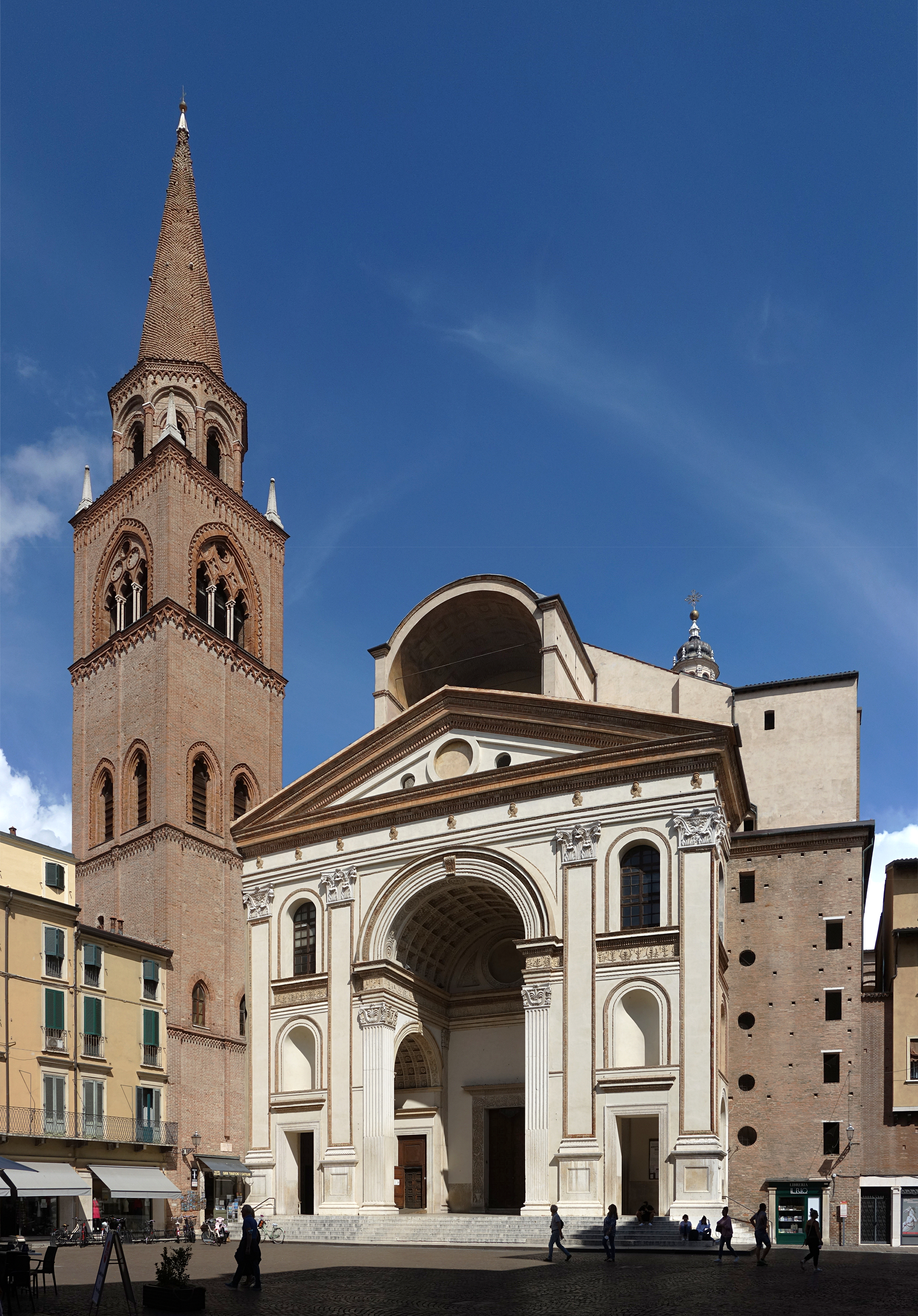
Fassade der Basilika Sant’Andrea

Die Basilika Sant’Andrea ist eine von Leon Battista Alberti entworfene römisch-katholische Kirche in Mantua (Italien). Sie trägt den Titel einer Basilica minor.

## Geschichte

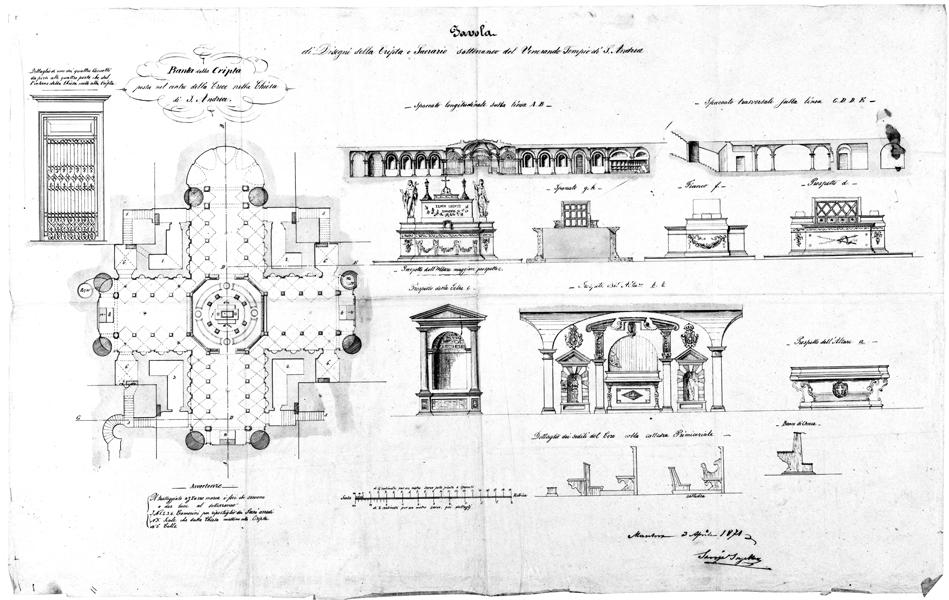
Anlage und Zeichnungen der Krypta

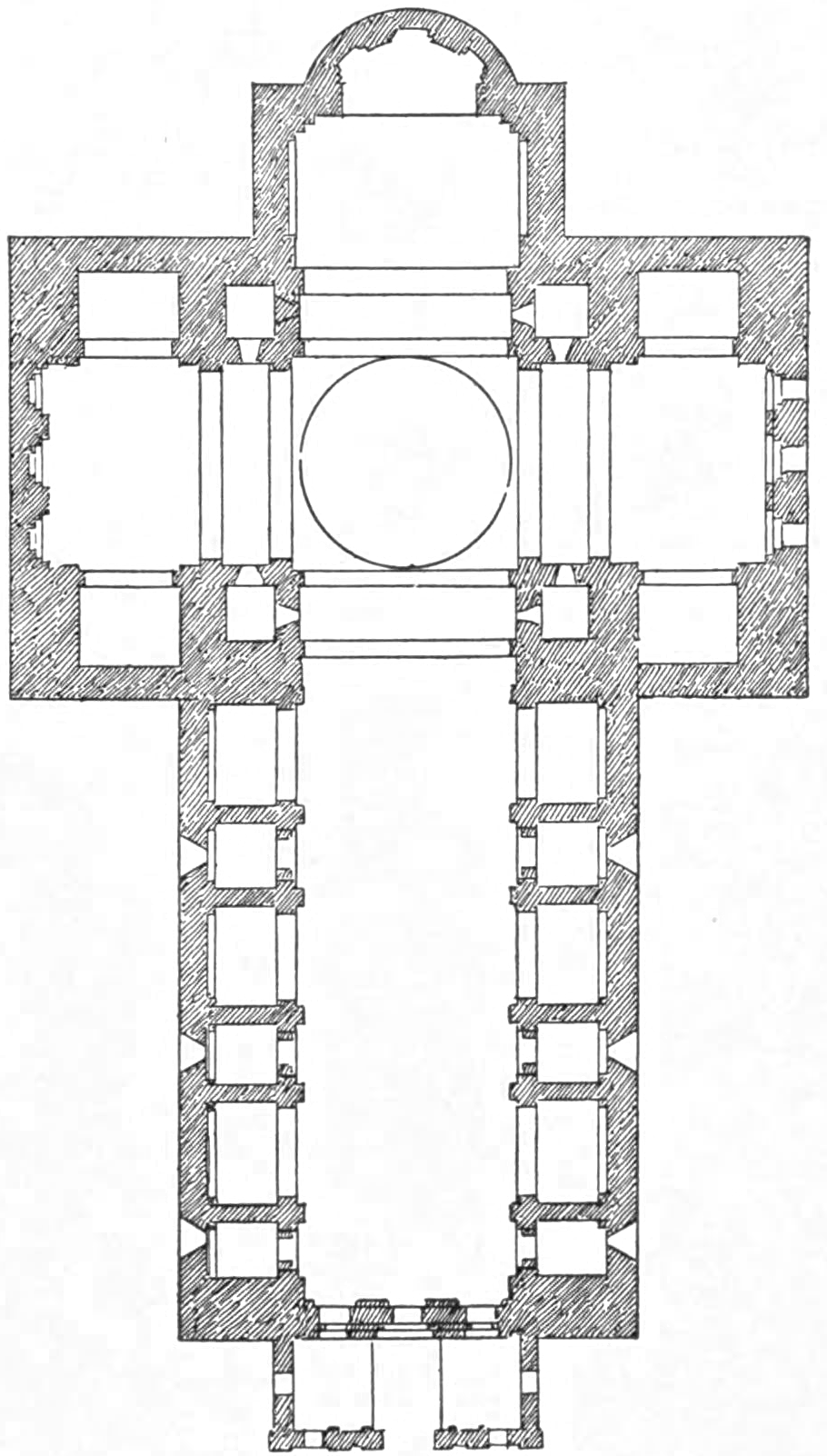
Sant’Andrea, Mantua, Grundriss

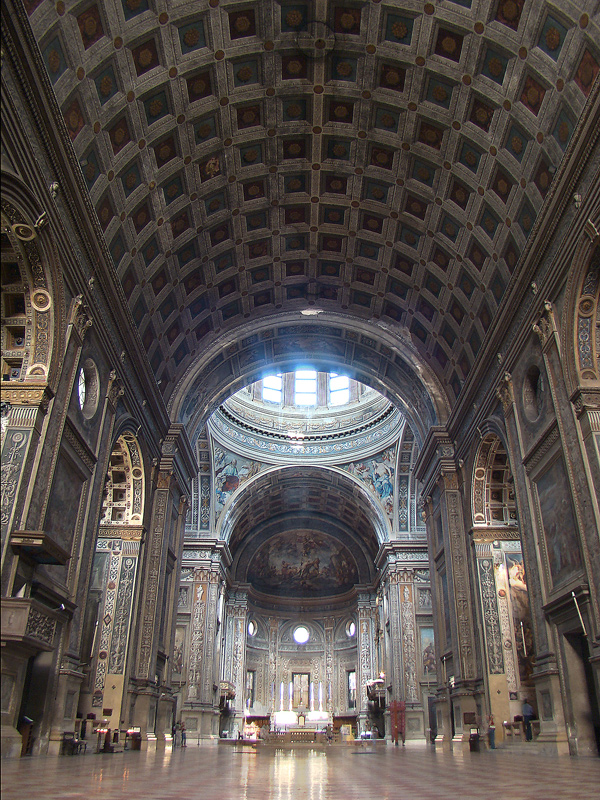
Innenraum

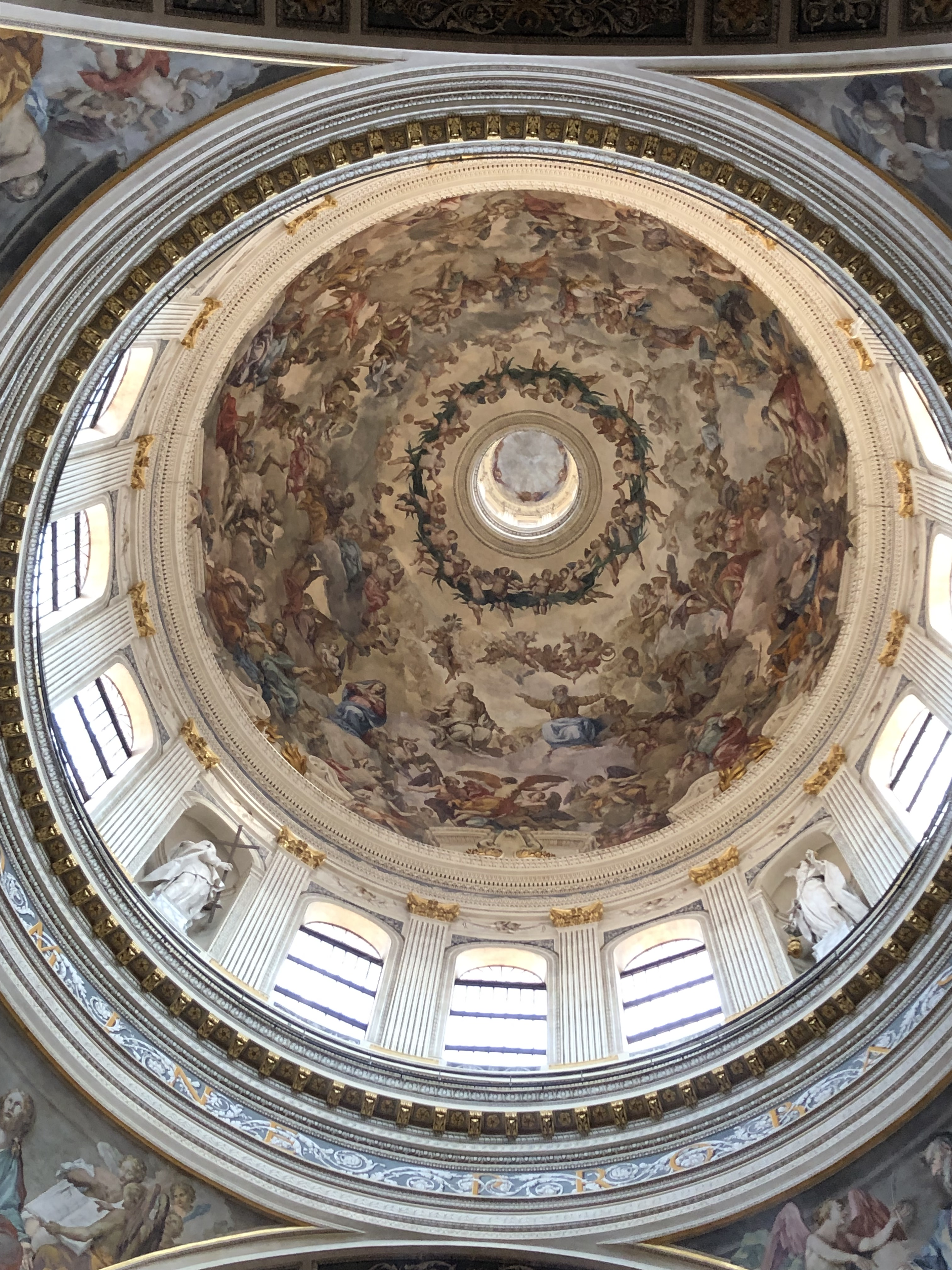
Kuppel der Kirche Sankt Andreas in Mantua

Ludovico Gonzaga gab 1470 bei Alberti eine Kirche in Auftrag, die für die Verehrung einer Heilig-Blut-Reliquie einen geeigneten Ort bieten sollte.
Alberti griff für den Entwurf des Grundrisses von Sant’Andrea auf eine antik-römische Gliederungsweise der Wand zurück. Er wählte als Vorbild für die Grundrissform ein sogenanntes „Etruscum sacrum“, ein Heiligtum des italischen Altertums. Die Seitenschiffe des Langhauses der Basilika ersetzte Alberti durch eine Reihe von Kapellen, was für den Kirchenbau der Spätrenaissance und des Barock eine folgenreiche Neuerung darstellte. Alberti, der sich stark mit der antiken Baukunst auseinandersetzte, zielte auf eine Monumentalwirkung, die an seine historischen Vorbilder heranreichen sollte. Er leitet das mächtig kassettierte Tonnengewölbe von der Maxentiusbasilika in Rom ab. In der Fassade kombiniert er die antike Tempelfront mit einem Triumphbogen mit flachen Pilastern anstatt der üblichen Säulen.	
Die erste Bauphase lief von 1472 bis 1494. Alberti erlebt die Fertigstellung der Kirche 1514 nicht mehr; er starb bereits im Jahr des Baubeginns.
Die heutige Gestalt mit Vierung und Tambourkuppel entstand erst im 18. Jahrhundert. Alberti plante vermutlich in seiner Originalplanung den Langhausabschluss mit einer halbrunden Apsis, das Langhaus war also deutlicher inszeniert als in der heutigen Gestalt. Architekt der Vervollständigung und der Kuppel im 18. Jahrhundert war Filippo Juvarra.
In der Kirche befinden sich Gemälde und auch das Grab des Renaissancemalers Andrea Mantegna.

## Orgel
Auf der Seitenempore befindet sich eine Orgel, die 1850 von der Orgelbaufirma Fratelli Serassi (Bergamo) erbaut wurde. Das Instrument hat Register auf zwei Manualen (Tastenumfang: bis c5) und Pedal, die Trakturen sind mechanisch.
| I Positiv Espressivo C-c5    |     |
| Principale (B, D)            | 8′  |
| Ottava (B, D)                | 4′  |
| Quintadecima (B,D)           |     |
| Decimanona                   |     |
| Vigesimaseconda              |     |
| Vigesimasesta e Vigesimanona |     |
| Cornetto                     |     |
| Viola (B)                    |     |
| Flauto a camino              |     |
| Flutta in ottava             |     |
| Fagotto (B)                  | 16′ |
| Tromba (D)                   | 8′  |
| Clarone (B)                  | 4′  |
| Violoncello (D)              |     |
| Oboe (D)                     | 8′  |
| Voce umana                   | 8′  |
| Voci corali                  |     |

| I Konzertwerk C-c5    |     |
| Terza mano            |     |
| Principale IV (D)     | 8′  |
| Corni dolci (D)       |     |
| Cornetto I            |     |
| Cornetto II           |     |
| Fagotto (B)           | 16′ |
| Trombe (D)            | 8′  |
| Clarone (B)           |     |
| Clarino (B)           |     |
| Trombe (D)            |     |
| Corno inglese (D)     |     |
| Violone (B)           |     |
| Viola (B)             |     |
| Flutta Reale          |     |
| Flutta Alemanna       |     |
| Flauto in VIII (B, D) |     |
| Ottavino (D)          |     |
| Voce umana            |     |
| Timballi              |     |

| II Hauptwerk C-c5                |     |
| Principale (B, D)                | 16′ |
| Principale I (B, D)              | 8′  |
| Principale II (B, D)             | 8′  |
| Ottava I (B, D)                  | 4′  |
| Ottava II                        | 4′  |
| Quintadecima I                   |     |
| Quintadecima II                  |     |
| Decimanona                       |     |
| Vigesimaseconda                  |     |
| Decimanona e Vigesimaseconda     |     |
| Vigesimasesta e Nona             |     |
| Trigesimaterza e Sesta           |     |
| Quadragesima e Quadragesimaterza |     |

| Pedalwerk C-c1            |     |
| Violone                   | 16′ |
| Bombarda                  | 16′ |
| Trombone                  | 8′  |
| Contrabbassi con rinforzi | 16′ |
| Contrabbassi con ottave   | 8′  |
| Bassi armonici            | 8′  |
| Ripieno                   |     |